# サッポロ一番塩らーめん
サッポロ一番塩らーめん（サッポロいちばん しおらーめん）は、サンヨー食品にて製造、販売されている袋麺、およびカップ麺である。

## 概要
1971年9月1日に、サッポロ一番ブランドの第三番目のシリーズとして、サッポロ一番しょうゆ味、サッポロ一番みそラーメンに続いて発売された袋麺タイプのインスタントラーメンである。発売当時はあまり知られていなかった塩ラーメンの味の普及に貢献した製品であり、現在まで50年以上販売され続けているロングセラー製品である。2013年の後半にパッケージがアルミ包材へ更新された。みそラーメンはカタカナに対し、塩らーめんはひらがなである。
「はくさい・しいたけ・に〜んじん♪」のCMとともに、野菜がニョキニョキ生えてきて踊る特殊撮影でお馴染みのCMは「塩らーめん」発売開始の1971年9月から2010年7月末まで約39年間に渡り、長期的に放映された（その後はテレビCMのハイビジョン化などの影響もあり、とんねるずの木梨憲武がCMキャラクターに起用（1期：2010年9月-2014年7月、2期：2024年3月-8月）された）。
1998年11月に薬味としてフリーズドライの野菜が添付されたカップ入りの「サッポロ一番塩ラーメン どんぶり」、1999年1月に「サッポロ一番塩ラーメン どんぶり」のミニサイズ「サッポロ一番塩ラーメン ミニどんぶり」を発売。また2014年12月からは、大型サイズの縦型カップめん「サッポロ一番塩らーめん のりしお味 タテビッグ」がコンビニエンスストア向けに販売されている。
2013年5月には麺に「サッポロ一番塩らーめん」と同じ小麦を使用し、チキン、ポークの旨みと香辛料をバランスよく配合した風味豊かな塩だれソースで仕上げたカップ入りの焼きそば「サッポロ一番塩らーめん味 焼そば」を、2014年5月には、特製ふりかけ「青唐辛子入り切り胡麻」付きの大盛りサイズ「サッポロ一番塩らーめん味 大盛焼そば 青唐辛子入り」発売した。
なお、2015年10月5日より煮込みラーメン鍋用に専用開発した期間限定の横展開商品として「サッポロ一番塩ラーメンが鍋になりました 鍋スープ & 〆（しめ）のラーメンセット」が発売されている。

## 味
1964年に同社が発売した長崎タンメンの味をもとに野菜のうまみを強調し、これにチキンエキス、ポークエキスを加え、香辛料で整えたさっぱりとしたスープとなっている。麺にラードが使用されているのが、サッポロ一番袋麺シリーズの共通の特徴。そのうえ、スープに合うように味ごとに異なる麺を使用しており、塩らーめんでは山芋を練り込み、断面は円形のモチモチ食感のあるコシの強いものとした。切り胡麻の袋が付属しており、これを加えることによってより風味の深い味わいとなる。

## 食べ方
鍋にて水500mlを沸騰させたところへ、めんを入れほぐし、約3分程ゆでたところで火を止め、粉末スープを加え、ここに好みにより切り胡麻を加える。
以前は、パッケージ裏面の作り方に「卵を加えると、かき玉風に」と「バターを入れると、バターラーメンに」という、一工夫の例が書かれていた。

## 種類
- サッポロ一番 塩らーめん（袋麺）：内容量100g（麺91g含む）
- サッポロ一番 塩らーめん どんぶり：内容量83g（麺65g含む）
- サッポロ一番 塩らーめん ミニどんぶり：内容量41g（麺30g含む）
- サッポロ一番 塩らーめん のりしお味 タテビッグ：内容量96g（麺72g含む）
- サッポロ一番 塩らーめん味 焼そば：内容量113 g（麺90gを含む）
- サッポロ一番 塩らーめん味 大盛焼そば 青唐辛子入り：内容量153 g（麺120gを含む）

### 夏季限定品
- サッポロ一番 夏限定 トマトとバジルで仕上げた塩らーめん 5個パック：485g（麺425g含む）
- サッポロ一番 夏限定 トマトとバジルで仕上げた塩らーめん どんぶり：82g（麺65g含む）
- サッポロ一番 夏限定 ぶっかけ塩らーめん 5個パック：485g（麺425g含む）

### 冬季限定品
- サッポロ一番 塩ラーメンが鍋になりました 鍋スープ & 〆（しめ）のラーメンセット：内容量278 g（麺80g×2を含む）